# 齿缘石山苣苔
齿缘石山苣苔（学名：Petrocodon dealbatus var. denticulatus）为苦苣苔科石山苣苔属下的一个变种。